# Hammer Forum
Das Hammer Forum (Hammer Forum Medical Aid for Children e. V.) ist eine Hilfsorganisation, die medizinische Hilfe für Kinder in Krisengebieten leistet. Der Verein wurde am 12. März 1991 während des zweiten Golfkrieges von Ärzten und Bürgern der Stadt Hamm gegründet.

## Ziele
Der Verein will die medizinische Versorgung von erkrankten und verletzten Kindern aus Kriegs- und Krisengebieten verbessern bzw. sichern. Die Hilfe wird ungeachtet der Religion, Nationalität oder des Geschlechts der Hilfebedürftigen gewährt, ist also streng dem Neutralitätsprinzip verpflichtet.
Seit der Gründung wurden mehr als 750.000 Kinder in ihren Heimatländern medizinisch versorgt und mehr als 1800 Kinder zur medizinischen Betreuung nach Deutschland geflogen. Die Kinder, die eine solche Einzelfallhilfe in Deutschland erhalten, sind in der Regel zwischen 4 und 13 Jahre alt. Sie werden für die Dauer ihres Aufenthaltes in Deutschland in Gastfamilien untergebracht und bei stationärer Behandlung von diesen betreut. Nach abgeschlossener Behandlung werden die Kinder in ihre Heimatländer zurückgeflogen. Beginnend mit den Kriegsopfern aus dem Irak wurden Kinder aus Afghanistan, Albanien, Angola, Bosnien, Burkina Faso, Eritrea, Georgien, Guinea, Guinea-Bissau, Inguschetien, Jemen, DR Kongo, Kosovo, Palästina, Sierra Leone, Sri Lanka, Südsudan, Syrien, Tschetschenien und Uganda medizinisch versorgt.
Die Organisation führt zusätzlich medizinische Aufbauprojekte in den Einsatzländern durch, um die Zahl der Behandlungsreisen nach Deutschland zu reduzieren und die Versorgung vor Ort zu verbessern.

## Stiftung und Förderverein
Der Verein hat 2007 die Stiftung Internationale Kinderhilfe Hammer Forum ins Leben gerufen. Schon 1995 wurde zur Unterstützung des Hammer Forum der Förderverein Verein der Freunde und Förderer des Hammer Forum e. V. gegründet. Seitdem unterstützt der Förderverein die Arbeit durch Öffentlichkeitsarbeit, die Organisation von Veranstaltungen und durch Spenden. Die Mitgliedsbeiträge werden vollständig an das Hammer Forum weitergeleitet.

## Projekte
Aktuell unterstützt das Projekt Stationen in Burkina Faso, in der DR Kongo, in Eritrea, in Guinea, in Guinea-Bissau (Aufbau), im Jemen, in Palästina, im Südsudan und in Syrien. Die Projekte folgen dem Prinzip Hilfe zur Selbsthilfe. Zum festen Programm der Auslandseinsätze gehört daher die Aus- und Fortbildung von einheimischen Ärzten und Pflegepersonal. Dazu werden stationäre Einrichtungen geschaffen, deren Leitung zwar zunächst in den Händen des deutschen Personals liegt, die ihre übrigen Mitarbeiter aber aus den Reihen der Einheimischen rekrutieren. Diese Mitarbeiter werden dann ausgebildet und angeleitet, damit sie später die Einrichtung übernehmen können.

### Burkina Faso
Burkina Faso ist eines der ärmsten Länder Afrikas. Durch die Kriegs-Flüchtlinge aus dem Nachbarland Mali hat sich die Situation noch verschärft. Fast jedes fünfte Kind stirbt vor seinem fünften Lebensjahr. Seit 2014 engagiert sich das Hammer Forum mit dem Aufbau einer chirurgischen Hilfsstation für Kinder in Quahigouya, im Norden des Landes. Der Verein kooperiert in Burkina Faso mit dem Centre Hospitalier Regional (CHR), dem Gesundheitsministerium, der lokalen Hilfsorganisation A.M.P.O. und dem Verein Partnerschaftsverein Lahnstein-Venice-Ouahigouya e. V. Zweimal im Jahr reist ein medizinisches Team nach Ouahigouya, um erkrankte und verletzte Kinder zu untersuchen, zu behandeln und zu operieren. Dabei werden auch einheimische Mediziner weitergebildet. Im „Haus Linda“ der Partnerorganisation A.M.P.O. will man kranken und insbesondere mangelernährten Kindern helfen.

### Eritrea
Der Verein ist seit Juli 1995 in Eritrea tätig. Im Laufe der ersten Reise wurden von Schwidtal elf Kinder zur Behandlung nach Deutschland gebracht. In den Jahren 1996, 1997, 1999 und 2000 erfolgten weitere Einsätze zur Behandlung von Patienten vor Ort. In diesem Rahmen wurden immer wieder Transporte nach Deutschland durchgeführt. Heute sind solche Transporte nur noch in seltenen Einzelfällen notwendig. Im Jahr 2001 konnte schließlich in Asmara eine Station für Brandverletzte eingerichtet werden, die 2002 durch die Eröffnung des Internationalen Operationszentrums für Kinder in Asmara (IOCCA) ergänzt wurde. Ein Jahr darauf folgte die Einrichtung einer Neonatologie; 2005 die Eröffnung einer Geburtsklinik. In dieser Zeit wurden weitere Hilfskräfte nach Eritrea gesandt, um das Zentrum vor Ort zu unterstützen. Im Oktober und November 2005 führten erstmals Teams aus Italien und Österreich chirurgische Eingriffe im Internationalen Operationszentrum für Kinder in Asmara durch. Heute hat das HAMMER FORUM zwei Projektschwerpunkte in Eritrea: die Geburtshilfe und die Behandlung von brandverletzten Kindern. Die Schwerpunkte des Geburtshilfe-Teams liegen unter anderem in der praktischen Anleitung und theoretischen Weiterbildung der Ärzte und Hebammen, in den Erstuntersuchungen der Neugeborenen sowie der rechtzeitigen Behandlung von Komplikationen und angeborener Krankheiten. Einen weiteren medizinischen Fokus neben der Geburtshilfe setzt das Hammer Forum seit 1999 auf die Behandlung von Brandverletzten. Die Nutzung von offenem Feuer zum Kochen, von Kerosinkochern und Öllampen führt immer wieder zu schweren häuslichen Unfällen, von denen vor allem Frauen und Kinder betroffen sind. Um Brandverletzte zu behandeln, eröffnete das Hammer Forum 2008 ein Brandverletztenzentrum (Burn Unit) mit 17 Betten und einem eigenen OP-Trakt, um auch komplizierte Eingriffe vor Ort vornehmen zu können.

### Guinea
In Madina übernahm die Organisation den Wiederaufbau und die Erstausrüstung des verwüsteten Gesundheitszentrums Madina in Gueckedou. Die Einrichtung war während des liberianischen Bürgerkriegs mehrfach geplündert worden, da sie im Grenzgebiet zu Liberia liegt. Sie nahm im September 2003 ihre Arbeit wieder auf und wird seitdem kontinuierlich mit Verbrauchsmaterial versorgt und in ihrer Arbeit durch einen Arzt aus Deutschland unterstützt. Das Gesundheitszentrum verfügt nun über eine Allgemeinambulanz, ein Entbindungszimmer und Vorsorgeuntersuchungen für Schwangere sowie eine Abteilung zur Durchführung des umfassenden staatlichen Impfprogramms. Bei Besuchen in Schulen und bei Gesprächen mit Patienten in den Gesundheitszentren wurde festgestellt, dass das Wissen über Hygiene, Krankheitsvorsorge, Ernährung und ähnliche Themen häufig gering war. Deshalb wurde 2004 an den Schulen mit einem Aufklärungsprogramm zu diesen Themen begonnen. Der Gesundheitsunterricht wurde auf weitere Schulen in der Region Guéckédou ausgeweitet und ergänzt: 1) Gesundheitsaufklärung und Erziehung 2) Reihenuntersuchungen bei Schulkindern inklusive medikamentöser Behandlung endemischer Infektionserkrankungen sowie 3) Maßnahmen zur Bewusstseinsbildung und Förderung von Hygieneverhalten an Schulen.
2012 wurde ein weiteres Projekt zur Förderung von Mutter-Kind-Gesundheitsdiensten in Waldguinea ins Leben gerufen. Dieses wurde in Zusammenarbeit mit der lokalen Partnerorganisation Espoir Santé entwickelt und realisiert. Dabei werden vier ausgewählte staatliche Gesundheitszentren, die in der schwer zugänglichen Peripherie gelegen sind, gestärkt. Sie sollen in die Lage versetzt werden, für Kinder, schwangere Frauen und junge Mütter primäre Gesundheitsdienste sowie Präventionsmaßnahmen anbieten zu können. Hierzu war zunächst notwendig, die seit Jahren zerfallende medizinische Infrastruktur zu verbessern: Die Mutter-Kind-Abteilungen der Gesundheitszentren wurden saniert, unverzichtbares Basisequipment wurde bereitgestellt und eine Solaranlage wurde auf das Dach jedes der vier Gesundheitszentren installiert. So müssen Entbindungen und Notfälle während der Nacht nicht bei dem schwachen Licht einer gefährlichen Petroleumlampe stattfinden und es kann jeweils ein Kühlschrank für Impfstoffe und Medikamente betrieben werden. Gesundheitsberater klären die weitverstreute Bevölkerung über die neuen Angebote auf. Das medizinische Personal in den Gesundheitszentren erhält regelmäßig Fortbildungen.

### Guinea-Bissau
Im Oktober 2016 führte das Hammer Forum eine Evaluierungsreise in Guinea-Bissau durch. Das medizinische Team besuchte dabei verschiedene Krankenhäuser des Landes: das Nationalhospital Simao Mendes (Universitätsklinik), das Regionalkrankenhaus Mansôa, die Caritas-Kinderklinik Sao José de Bôr, das Regionalkrankenhaus Bafatá und das Regionalhospital Gabú. In Gabú soll ein Projekt zur medizinischen Hilfe für Kinder aufgebaut werden. Die Gesundheitsversorgung in Guinea-Bissau ist allgemein defizitär, das betrifft sowohl die Infrastruktur als auch die so genannten Human Resources, ebenso die Ausbildung und Kompetenz des Personals.

### Jemen
Seit 1997 engagiert sich der Verein für erkrankte und verletzte Kinder im Jemen. Mit dem Al-Thawra-Hospital in Taiz, der zweitgrößten Stadt des Landes, wurde eine Klinik gefunden, die nicht nur zentral liegt, sondern auch zu Reformen bereit ist. Neben der medizinischen Einzelfallhilfe für Kinder, durch den Einsatz von chirurgischen Teams vor Ort, trägt das Hammer Forum mit seiner Hilfe auch zur Umsetzung der UN-Millenniumsziele z. B. im Bereich der Reduzierung der Kinder- und Müttersterblichkeit im Lande bei. In Kooperation zwischen dem Projekt und dem Al-Thawra-Hospital im Jemen entstanden seit 2003 die erste und einzige Fachstation für Brandverletzte im Jemen, vier OP-Säle und eine unfallchirurgische Kinderstation. Zudem unterstützt das Forum die Geburtshilfe, die Neonatologie, die radiologische Abteilung, die Krankenhausapotheke und das Labor der Klinik. Im Rahmen der Nachhaltigkeit seiner Hilfsangebote bildet das Hammer Forum darüber hinaus Physiotherapeuten aus sowie Krankenschwestern und Hebammen fort. Die kriegerischen Auseinandersetzungen im Jemen erschweren eine Einreise der medizinischen Teams. Sobald sich die Unruhen gelegt haben, sollen wieder medizinische Teams in den Jemen reisen.

### DR Kongo
Im August 2003 reiste für vierzehn Tage eine Delegation in den Kongo, um die Hospitäler zu besuchen und erste Hilfen zu leisten. Eine Reihe von Patienten wurde zur Behandlung nach Deutschland gebracht. Im Jahr 2005 erging der Beschluss, in Kinshasa, namentlich im General Hospital mit 1.800 Betten, die OP-Säle und die Ambulanz zu renovieren und auszustatten. Doch wurde dieses Projekt nicht umgesetzt, da die Operateure nicht einwilligten, künftig die Patienten kostenlos zu behandeln. Sie wollten – wie bisher – 40 % des Operationspreises für sich behalten. So suchte das HAMMER FORUM andere Räumlichkeiten und fand sie schließlich in der Universität. Ein Vertrag mit der Universität und der Regierung wurde erarbeitet und sah auch die spätere Übergabe der Operationsräume sowie der Ambulanz vor. Doch schon kurz nach Beginn der Renovierungsarbeiten wurde das Projekt abgebrochen. Ursache dafür waren Honorarforderungen, die vertragswidrig seitens der Universität erhoben wurden. Im August 2008 gab es 500 km weiter östlich von Kinshasa in der Stadt Kikwit eine Vertragsunterzeichnung über eine Zusammenarbeit zwischen dem Hammer Forum und dem General Hospital de Reference Kikwit (HGRK). Auf dem Krankenhausgelände wurde eine Kinderambulanz errichtet, in der täglich 30–50 Kinder behandelt werden, die hauptsächlich unter Malaria, Bronchial- und Durchfallerkrankungen sowie Parasitose leiden. Viele Patienten sind unterernährt. Neben den Mitarbeitern des Hammer Forum kümmern sich einheimische Ärzte und Schwestern um die ambulanten und ca. 30 stationären Patienten. Zwei bis drei Mal pro Jahr werden Kinder von deutschen Medizinern in Zusammenarbeit mit den kongolesischen Kollegen operiert.

### Palästina
Das Hammer Forum kooperiert seit 2014 mit der "Palestine Medical Relief Society" (PMRS), einer anerkannten NGO im Westjordanland und Partnerorganisation von weiteren deutschen Hilfsorganisationen (z. B. medeor e. V.). Über den Luftweg konnte das Hammer Forum im Oktober 2014 ca. 960 kg Medizinische Hilfsgüter nach Gaza schicken. Diese konnten aber erst nach viel Mühe und Einsatz den Flughafen von Tel Aviv im Mai 2015 Richtung Gaza verlassen. Seit 2015 arbeitet das Hammer Forum auch mit der Palestine Childrens Relief Fund, ebenfalls eine anerkannte amerikanische NGO, zusammen. Zweimal im Jahr fliegt ein medizinisches Team nach Gaza, um vor Ort komplizierte Eingriffe vorzunehmen.

### Südsudan
In dem Stadtviertel Munuki der Hauptstadt Juba leben 3.000 Schulkinder und Jugendliche im Alter von 3 bis 15 Jahren. Ihnen möchte das Projekt einen Zugang zu Basisgesundheitsleistungen ermöglichen und die Krankheitsprävention und Gesundheitsaufklärung fördern. Seit Anfang 2013 baut ein lokaler Partner im Südsudan ein Gesundheitszentrum in unmittelbarer Nähe zu einer Schule und einem Kindergarten. Hier können in Zukunft 1.000 Untersuchungen pro Monat durchgeführt werden. Um beim Personal bestehende Wissenslücken zu schließen, führen u. a. Ärzte des Forum Fortbildungen durch. Der Schwerpunkt wird auf der Diagnostik und Behandlung endemischer Erkrankungen sowie der Gesundheitsaufklärung liegen. Zusammen mit dem Gesundheitsministerium und Elternvertretern werden fünf bis sechs Schulen ausgewählt. Diese Partnerschulen erhalten vom lokalen, medizinischen Personal Gesundheits- und Hygieneunterricht unter aktiver Beteiligung von Schulkindern. Das Projekt im Südsudan wurde aufgrund seiner Eigenständigkeit abgeschlossen. Das aufgebaute Gesundheitszentrum erfreut sich eines wachsenden Zulaufs und arbeitet inzwischen selbstständig, sodass das Projekt beendet werden kann.

### Syrien
Der Verein unterstützt seit 2012 das Aleppo City Medical Council (A.C.M.C.) mit medizinischen Hilfsgütern. Das A.C.M.C. ist ein Zusammenschluss von 75 Ärzten und Apothekern, die verletzte und kranke Menschen im Untergrund behandeln. Doch es fehlt an allem: Verbandsmaterial, Schmerzmitteln, Anästhetika. Von Beginn an waren Krankenhäuser und Arztpraxen Ziele von Bombenangriffen und Feuerattacken. In der Vergangenheit konnten bereits 1,5 Tonnen Medikamente und medizinisches Verbrauchsmaterial, ein Rettungswagen und vier Notfallkoffer nach Syrien gebracht werden.

### Tansania
Im Februar 2017 flog ein medizinisches Team zu einem Hilfseinsatz nach Ifunda. Es wurden unter anderem Kinder mit Brandverletzungen und Klumpfüßen untersucht, behandelt und operiert.

## Partner

### Partnerkrankenhäuser
Der Verein wird bei der Behandlung von Kindern aus den Einsatzgebieten von einer Reihe von Partnerkrankenhäusern unterstützt. Dazu gehören die nachfolgenden Krankenhäuser:
Das Marien-Krankenhaus Ahaus-Vreden GmbH, das Malteser-Krankenhaus in Hamm, das Charlottenstift in Stadtoldendorf, das Lutherhaus in Essen, das Marienhospital Osnabrück, das Evangelische Krankenhaus Düsseldorf, das Marienkrankenhaus Trier, das Klinikum St. Marien in Amberg, das Katharinen-Hospital in Willich und das Krankenhaus Johanneum in Wildeshausen.
Weitere Kliniken und Krankenhäuser in ganz Deutschland arbeiten immer wieder mit dem Hammer Forum zusammen.

### Partnerorganisation und Behörden
Der Verein arbeitet bei seinen Projekten mit verschiedenen Organisationen und Stiftungen zusammen: mit der Karl Bröcker Stiftung, dem Forum für Umwelt und gerechte Entwicklung e. V., Aufbau Eritrea e. V., der Fördergemeinschaft Deutsche Kinderherzzentren e. V., dem Malteser Hilfsdienst e. V., dem Paritätischen Gesamtverband, der Aktion Deutschland hilft, dem Schweizerische Unterstützungskomitee für Eritrea und Hilfmit.eu.
Hinzu kommen staatliche Organisationen wie die World Health Organization (WHO) Region Europa, das Auswärtige Amt der Bundesrepublik Deutschland und das Europäische Amt für humanitäre Hilfe.
Das Hammer Forum ist Mitglied von INTEGRA (Deutsches Netzwerk zur Überwindung weiblicher Genitalverstümmelung).